# Promethium
Promethium (chemická značka Pm, latinsky Promethium) je jediným lanthanoidem, který nemá stabilní izotop a v přírodě se prakticky nevyskytuje.

## Základní fyzikálně-chemické vlastnosti
Promethium je uměle připravený radioaktivní prvek, který se v přírodě vyskytuje pouze v ultrastopových množstvích jako člen uranových rozpadových řad. Jeho fyzikálně-chemické vlastnosti nejsou detailně známy, protože není k dispozici dostatečné množství čistého kovu pro jejich exaktní měření.
V současné době je známo 38 izotopů promethia, z nichž pouze tři mají dostatečně dlouhý poločas přeměny, aby je bylo možno prakticky zkoumat: 145Pm s poločasem 17,7 let, 146Pm s poločasem 5,53 let a 147Pm s poločasem 2,62 roku. Poločas delší než 10 dnů mají ještě 144Pm (363 dnů) a 143Pm (265 dnů). Všechny uvedené izotopy jsou beta zářiči, 147Pm vyzařuje záření beta minus, 146Pm beta plus (65,7 %) i beta minus (34,3 %), ostatní uvedené pouze záření beta plus.

## Historie
Existence promethia byla teoreticky poprvé předpovězena českým chemikem Bohuslavem Braunerem roku 1902 a opětně potvrzena roku 1914 Henrym Mosleyem.
Důkaz o skutečné existenci promethia podali teprve v roce 1945 Jacob A. Marinsky, Lawrence E. Glendenin a Charles D. Coryell na základě analýzy produktů jaderného rozpadu uranu v jaderném reaktoru. Svoje poznatky však publikovali až roku 1947.
Jméno prvku odvozeno od hrdiny řeckých bájí Prométhea, který ukradl olympským bohům tajemství ohně a daroval je lidem.

## Výskyt, výroba a využití
Obsah promethia v zemské kůře je neměřitelně nízký. O jeho výskytu ve vesmíru přinášejí důkaz spektra některých hvězd, kde byly zaznamenány emisní linie připisované atomům promethia. Byly nalezeny např. u hvězd HD 101065 a HD 965.
Při umělé výrobě promethia se vychází buď z produktů radioaktivního štěpení uranu v jaderných reaktorech nebo se připravují bombardováním izotopu 146Nd neutrony za vzniku 147Nd, který se beta minus přeměnou mění na 147Pm.
Izotopy promethia jako zářiče beta mohou být použity například ke kontinuálnímu měření velmi malých vrstev materiálu (při výrobě papíru) nebo jako energetický zdroj v jaderných článcích, užívaných obvykle v kosmickém výzkumu. Promethium se také používá v jaderných bateriích, kde je zářič umístěn mezi dvěma polovodivými prvky.